# Typhon sur Hambourg
Pour plus de détails, voir Fiche technique et Distribution.
Typhon sur Hambourg est un film franco-italo-espagnol réalisé par Alfonso Balcázar et sorti en 1968.

## Fiche technique
- Titre : Typhon sur Hambourg
- Titre original : Con la muerte a la espalda
- Réalisation : Alfonso Balcázar
- Scénario : Alfonso Balcázar, José Antonio de la Loma et Giovanni Simonelli
- Photographie : Victor Monreal
- Musique : Claude Bolling
- Montage : Carmen Fábregas
- Production :  Comptoir français du film - Producciones Cinematográficas Balcazar - West Film
- Pays de production :  France,  Italie,  Espagne
- Durée : 95 minutes
- Date de sortie : 
  - France : 20 novembre 1968

## Distribution
- George Martin : Gary
- Vivi Bach : Monica
- Klausjürgen Wussow : Klaus
- Rosalba Neri : Silvana
- Daniele Vargas : Electra 1
- Georges Chamarat : le professeur Rowland
- Michel Montfort : Bill
- Ignazio Leone : Ivan
- Robert Party : le colonel Randolph
- Grégoire Gromoff
- Gérard Landry